# سیارک ۲۳۸۳۱
سیارک ۲۳۸۳۱ (به انگلیسی: 23831 Mattmooney، نامگذاری:1998QK86) بیست و سه هزار و هشتصد و سی و یکمین سیارک کشف شده‌است که در ۲۴ اوت ۱۹۹۸ کشف شد.
قدر مطلق سیارک برابر ۲۰.۴ است.